# 假枝冬青
假枝冬青（学名：Ilex wangiana）为冬青科冬青属的植物，为中国的特有植物。分布在中国大陆的云南等地，生长于海拔1,800米至2,000米的地区，常生长在山坡灌丛中，目前已由人工引种栽培。

## 异名
- Ilex corallina Franch. var. wangiana (S. Y. Hu) Y. R. Li